# Gibran Alcocer
Gibran Alcocer (* im 21. Jahrhundert in Yucatán) ist ein mexikanischer Pianist und Komponist.

## Leben
In seiner Kindheit nahm Alcocer Unterricht im Klavier spielen und später  in klassischer Musik. Seit dem Alter von 12 Jahren produziert er Klavier-Cover bekannter Musikstücke, und seit 2021 lädt er diese auf TikTok und später anderen Plattformen hoch.
2022 begann er, eigene Klavierstücke zu komponieren und einzuspielen. Sein erster Song dieser Art, Idea 10, fand mit zahlreichen Aufrufen auf TikTok (über 5 Millionen),  YouTube (über 9 Millionen) und Spotify (über 235 Millionen) große Anerkennung.